# Trakovice
Trakovice és un poble i municipi d'Eslovàquia que es troba a la regió de Trnava, a l'oest del país. El 2023 tenia 1.545 habitants.

## Història
La primera menció escrita de la vila es remunta al 1275.

## Demografia
| Godina             | 1994 | 2004   | 2014    | 2024   |
| ------------------ | ---- | ------ | ------- | ------ |
| Nombre de persones | 1253 | 1321   | 1511    | 1539   |
| Diferència         |      | +5,42% | +14,38% | +1,85% |

| Godina             | 2023 | 2024   |
| ------------------ | ---- | ------ |
| Nombre de persones | 1545 | 1539   |
| Diferència         |      | −0,38% |